# Atlantic Beach (New York)
Atlantic Beach ist ein Village im Nassau County, New York, Vereinigte Staaten. Zum Zeitpunkt des United States Census 2020 lebten hier 1707 Einwohner. In den Sommermonaten schwillt die Bevölkerung um Tausende an, da die Strände stark frequentiert werden und die Siedlung zahlreiche saisonale Sommerbewohner aus New York City und der Umgebung hat.
Der Ort und sein Strandclub gelten als typische Orte des klassischen New York (Old New York). Zahlreiche prominente und wohlhabende Persönlichkeiten besaßen dort Wohnungen, darunter die Vanderbilts, die Kennedys und verschiedene Mafiosi.

## Geschichte

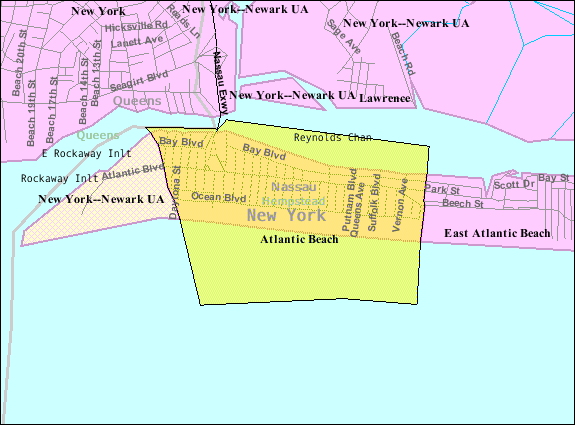
U.S. Census Map

Der Ort wurde in den 1920er Jahren als Feriendomizil und Wohnort für die New Yorker Oberschicht konzipiert und der erste Beach Club wurde 1927 gegründet. Die Gemeinde zog die Wohlhabenden aufgrund der durch die Strandclubs geschaffenen Urlaubsatmosphäre an. Viele Mitglieder der oberen Gesellschaftsschicht verkehrten in Atlantic Beach oder lebten dort. Atlantic Beach wurde deshalb auch als das „Palm Beach von New York“ bezeichnet.
Atlantic Beach wurde während des Zweiten Weltkriegs für die Verteidigung von New York von entscheidender Bedeutung. Während dieser Zeit patrouillierten die Hausbesitzer oder ihr Personal an den Stränden  und hielten nach Anzeichen für feindliche U-Boote Ausschau. Nach dem Krieg wurde Atlantic Beach 1962 als ein Village gegründet, um die Verwaltungshoheit über seine Strände und die lokale Landentwicklung von der Town of Hempstead zu übernehmen.

## Demografie
Nach der Volkszählung von 2020 leben in Atlantic Beach 1707 Menschen. Die Bevölkerung teilt sich auf in 90 % Weiße, 3 % Asiaten, 1 % amerikanische Ureinwohner und 3 % mit zwei oder mehr Ethnizitäten. Hispanics oder Latinos aller Ethnien machten 3 % der Bevölkerung aus. Das mittlere Haushaltseinkommen lag bei 144.077 US-Dollar und die Armutsquote bei knapp 2 %. Eine Immobilie in Atlantic Beach war im Median über 800.000 US-Dollar wert.

## Verwaltung
Atlantic Beach bildet ein Village innerhalb der Town of Hempstead. Das Village of Atlantic Beach wird von einem fünfköpfigen Vorstand verwaltet, der aus dem Bürgermeister und vier Kuratoren besteht, die jeweils für zwei Jahre gewählt werden.

## Film und Fernsehen
In dem Roman und der Verfilmung von Der Pate ist Atlantic Beach der Wohnort der Figur Sonny Corleone. Der Ort diente auch als Drehort für u. a. die Serien Die Sopranos und Boardwalk Empire.